# اورئوس

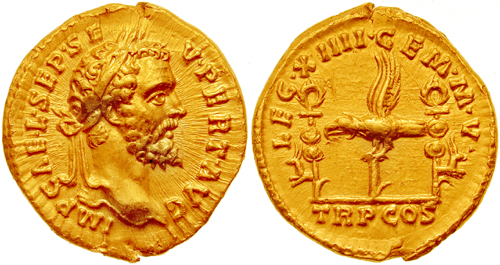
آئورئوس در سال ۱۹۳ توسط سپتیمیوس سوروس برای بزرگداشت لژیو چهاردهم جمینا، لژیونی که او را امپراتور معرفی کرد ضرب شد.

آئورئوس (انگلیسی: Aureus) یک سکه طلا از روم باستان بود که در اصل ۲۵ دینار نقره خالص دناریوس ارزش داشت. آئورئوس به‌طور منظم از قرن اول قبل از میلاد تا آغاز قرن چهارم پس از میلاد صادر می‌شد، زمانی که با سکه سولیدوس جایگزین شد.